# Сокольск
Соко́льск (Соко́льское) — бывший город, вошедший в состав города Липецка. Был центром Сокольского уезда Тамбовской провинции. Позже село Сокольское — центр Сокольской волости Липецкого уезда.
Город располагался напротив впадения реки Матыры в Воронеж.

## История
В документах 1627—1628 упоминается вотчинное село Соколье. Название село Соколье получило оттого, что его первый владелец князь А. Н. Трубецкой устраивал здесь охоту с ловчими соколами.
В 1647 году боярскими детьми, стрельцами, пушкарями и казаками была основана крепость в селе Соколье. Город-крепость получает название Сокольск. Он вошёл в создававшуюся в XVII веке систему оборонительный сооружений — Белгородской защитной черты, а так же стал центром вновь созданного Сокольского уезда.
В ходе административной реформы  в 1779 году Сокольский уезд был ликвидирован, а его территория вошла в состав вновь образованного Липецкого уезда. Сам же Сокольск лишился статуса города и преобразован в село Сокольское. Сокольское становится центром Сокольской волости Липецкого уезда.
В 1836 году в Сокольском строительство каменной Троицкой церкви.
В 1898—1901 годах на землях крестьян, к западу от села был построен Сокольский металлургический завод и жилой посёлок.
С 1932 года является центром одноимённого сельсовета. Насчитывало 3645 жителей. 15 июня 1960 года на основании указа Президиума Верховного Совета РСФСР Сокольский сельсовет был упразднён, а село Сокольское вошло в состав города Липецка.

## В составе Липецка
Территория исторического района Сокольское входит в состав Правобережного округа Липецка.
Застройка Сокольского по-прежнему остаётся частной с обычными сельскими улицами. Исключение — несколько многоэтажных домов на Бородинской улице и в части улицы Баумана за кольцевой автодорогой.
Центр района — храм Святой Троицы, построенный на площади, где пересекаются улица Кочеткова, улица Бабушкина, улица Демьяна Бедного, Водная улица, улица Булавина, улица Курчатова, переулок Курчатова и Полтавский переулок. После 1991 года здание храма было передано баптистам, но в 2010 году возвращён православным.
Сокольское делит на две части проходящая через район Липецкая кольцевая автомобильная дорога. Здесь же через реку Воронеж перекинут мост.
По названию Сокольского названа Сокольская улица. Также основные улицы исторического района: Баумана, Курчатова, Бабушкина, Кочеткова, Бардина, Пожарского, Карбышева, Бородинская, Стасова, Литейная, Булавина.